# Targionia mexicana
Targionia mexicana là một loài rêu trong họ Targioniaceae. Loài này được Lehm. & Lindenb. mô tả khoa học đầu tiên năm 1832.
Danh pháp khoa học của loài này chưa được làm sáng tỏ. 